# Moacșa
Moacșa es una comuna ubicada en el distrito de Covasna, Rumania.

## Superficie
Posee una superficie de 35,77 kilómetros cuadrados.

## Demografía
Hasta 2021 la población era de 1239 habitantes, con una densidad de población de 34,64 habitantes por kilómetro cuadrado.